# Sönam Tsemo
| Tibetische Bezeichnung                                                             |
| ---------------------------------------------------------------------------------- |
| Tibetische Schrift: བསོད་ནམས་རྩེ་མོ།                                                   |
| Wylie-Transliteration: bsod nams rtse mo                                           |
| Aussprache in IPA: [sønam tsemo]                                                   |
| Offizielle Transkription der VRCh: Soinam Zêmo                                     |
| THDL-Transkription: Sönam Tsemo                                                    |
| Andere Schreibweisen: Sonam Tsemo                                                  |
| Chinesische Bezeichnung                                                            |
| Traditionell: 索南孜摩、索諾木崔摩, 索南澤摩、福頂                                 |
| Vereinfacht: 索南孜摩、索诺木崔摩, 索南泽摩、福顶, 索南孜摩, 索朗孜摩              |
| Pinyin:Suǒnuòmù Cuīmó, Suǒnán Zīmó, Suǒnán Zémó, Fúdǐng, Suǒnán Zīmó, Suǒlǎng Zīmó |

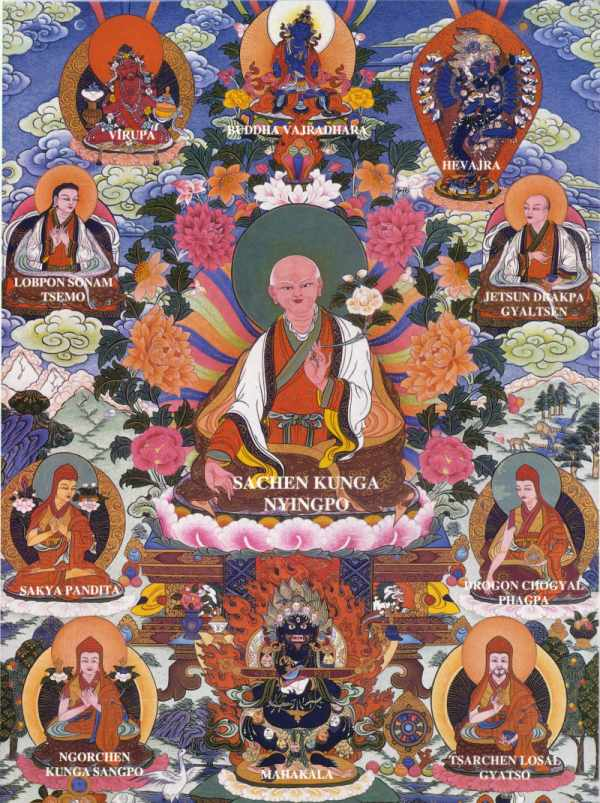
Sakya-Gründungsväter

Sönam Tsemo (* 1142 in Sakya; † 1182) gehört zu den "Fünf Ehrwürdigen Meistern", die als eigentliche Gründer der Sakya-Tradition des tibetischen Buddhismus angesehen werden. Zu diesen fünf Meistern zählen neben Sönam Tsemo auch Sachen Künga Nyingpo, Dragpa Gyeltshen, Sakya Pandita Künga Gyeltshen und Drogön Chögyel Phagpa. Sönam Tsemo war Sohn des Sachen Künga Nyingpo, der das Lehrgebäude der Sakya-Tradition schuf. Er wurde Schüler seines Vaters und erhielt alle Lehren der Sakya-Schule von ihm übermittelt. Er soll sie schon in jungen Jahren voll verwirklicht haben. Später reiste er nach Zentraltibet und lernte für viele Jahre bei den Meistern der Alten Kadam-Schule, insbesondere Logik und „Höchste Transzendente Weisheit“ (Prajnaparamita). Nach seiner Rückkehr widmete er sich seinen Aufgaben als 4. Sakya Thridzin (Thronhalter der Sakya) sowie der Meditation und Lehre.